# Pristimantis zimmermanae
Espèce
Synonymes
- Eleutherodactylus zimmermanae Heyer & Hardy, 1991

Statut de conservation UICN

 LC  : Préoccupation mineure
Pristimantis zimmermanae est une espèce d'amphibiens de la famille des Craugastoridae.

## Répartition
Cette espèce se rencontre entre 10 et 60 m d'altitude dans le bassin de l'Amazone :
- au Brésil dans les États d'Amazonas et du Pará ;
- en Colombie dans le département d'Amazonas ;
- en Bolivie dans le département de Pando.

## Description
Les mâles mesurent de 19,6 à 21,6 mm et les femelles de 22,3 à 25,8 mm

## Étymologie
Cette espèce est nommée en l'honneur de Barbara Lewis Zimmerman.

## Publication originale
- Heyer & Hardy, 1991 : A new species of frog of the Eleutherodactylus lacrimosus assembly from Amazonia, south America (Amphibia : Leptodactylidae). Proceedings of the Biological Society of Washington, vol. 104, no 3, p. 436-447 (texte intégral).